# Brzozówka (Fluss)
Die Brzozówka ist ein linker Zufluss der Biebrza, die wiederum in den Narew mündet, in Polen.

## Geografie
Der 38 km lange Fluss entspringt bei dem Dorf Niemczyn (Gmina Czarna Białostocka) in der Woiwodschaft Podlachien nördlich der Stadt Białystok im Landschaftsschutzpark Park Krajobrazowy Puszczy Knyszyńskiej und fließt zunächst in westlicher und später in nördlicher Richtung etwa parallel zur Droga krajowa 8 ab, biegt auf der Höhe der Kleinstadt Suchowola wieder nach Westen ab und mündet schließlich im Süden des Dorfs Dębowo (Gmina Sztabin) in die Biebrza.